# Apache MyFaces

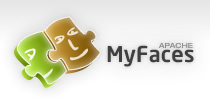
The logo of the Apache MyFaces Project.

Apache MyFaces es un proyecto de Apache Software Foundation, para mantener una implementación abierta de JavaServer Faces JSF, por medio del desarrollo de bibliotecas y componentes.
El proyecto se divide en :
- Core: es una implementación de JSF 1.1 y 1.2 y los componentes que se han especificado en JSR 127 y 252 respectivamente
- Tomahawk: es un conjunto de componentes creados por el equipo de desarrollo de MyFaces y donados a Apache
- Trinidad: un conjunto de componentes JSF aportados por Oracle, también conocidos como ADF Faces
- Tobago: un conjunto de componentes contribuidos a MyFaces por Atanion GmbH
- Orchestra: un framework usado para el control de la persistencia entre sesiones